# ASVEL Lyon-Villeurbanne
ASVEL Lyon-Villeurbanne je francuski košarkaški klub iz Villeurbannea. Igraju u zelenim i bijelim dresovima, a domaće utakmice igraju u dvorani L'Astroballe. Zanimljivo je da je vlasnik kluba francuski NBA košarkaš Tony Parker, dok je trenutačni predsjednik kluba bivši francuski tenisač Gilles Moretton. 

## Povijest
Klub je osnovan ujedinjenjem dva velika sportska kluba iz Lyona, dok kratica ASVEL u prijevodu znači Association Sportive Villeurbanne and Éveil Lyonnais. Od osnivanja kluba 1948. godine ASVEL je osvojio 17. naslova prvaka Francuske i 8 kupova.

## Trofeji
- LNB (17): 1949., 1950., 1952., 1955., 1956., 1957., 1964., 1966., 1968., 1969., 1971., 1972., 1975., 1977., 1981., 2002., 2009.
- Francuski kupovi (8): 1953., 1957., 1965., 1967., 1996., 1997., 2001., 2008.

## Poznati igrači
| - Alain Gilles - Delaney Rudd - Norris Bell - Éric Beugnot - Jim Bilba - Yann Bonato | - André Buffière - Alain Digbeu - Alain Durand - Henri Grange - Laurent Pluvy - Jacques Monclar | - Philip Szanyiel - Alain Vincent - Brian Howard - Bob Purckiser - Willie Redden - Ronnie Smith | - Robert Gulyas - Nikola Vujčić - Nikola Radulović - Hüseyin Beşok |

## Vanjske poveznice
- Službena stranica  Arhivirana inačica izvorne stranice od 13. svibnja 2015. (Wayback Machine) (fr.)
- Stranica kluba na Eurobasket.com
- Stranica kluba na Eurocupbasketball.com